# بروكاييناميد
بروكاييناميد (بالأنجليزية: Procainamide) هو دواء من فئة مضاد اضطراب النظم المستخدمة لعلاج اضطراب النظم القلبي. ويصنف من قِبل نظام تصنيف فوغان ويليامز في الفئة Ia. وبالتالي فهو من محصرات قنوات الصوديوم في الخلايا العضلية القلبية مثل الكوينيدين و الليدوكايين . ومن المعروف أيضا أن بروكاييناميد يحث على إحصار القنوات التي تفتح بالجهد الكهربي في الخلايا العضلية القلبية.

## الاستخدام

### طبيًا
يستخدم بروكاييناميد لعلاج اضطراب النظم القلبي البطيني، مثل الانتباذ البطيني وتسرع القلب البطيني، واضطراب النظم القلبي فوق البطيني، مثل الرجفان الأذيني، وتسرع القلب فوق البطيني التلقائي وعند إعادة دخول الدم. فعلى سبيل المثال، يمكن استخدامه لتهدئة الرجفان الأذيني جديد الحدوث، على الرغم من أنه غير مثالي لهذا الغرض.
ويتم تناوله عن طريق الفم، أو الحقن العضلي، أو عن طريق الوريد.

### استخدامات أخرى
وقد يستخدم أيضا كاستشراب بالريزين لأنه يرتبط بالبروتين إلى حد ما.

## الآثار الجانبية
هناك العديد من الآثار الجانبية التالية لتحريض بروكاييناميد. وتشمل تلك الآثار الجانبية اضطراب النظم القلبي البطيني، وبطء القلب، وانخفاض ضغط الدم، والصدمة. وتحدث الآثار الضارة في كثير من الأحيان مع زيادة الجرعات اليومية. وقد يؤدي أيضًا إلى حمى الدواء وغيرها من الاستجابات التحسسية. وهناك أيضا فرصة لحدوث الذئبة الحمامية الشاملة، والتي تؤدي في نفس الوقت إلى ألم مفصلي، وألم عضلي والتهاب الجنبة. وقد تحدث معظم هذه الآثار الجانبية بسبب أستلة البروكاييناميد.

## السميّة
هناك خط وثيق بين تركيزات البلازما من التأثير العلاجي والسام، وبالتالي هناك خطر سمية كبير. والعديد من الأعراض تشبه الذئبة الحمامية الشاملة؛ لأن بروكاييناميد يعيد تنشيط مستقلبات هيدروكسيلامين ونيتروزو، التي ترتبط ببروتينات هستون وتكون سامة للخلايا الليمفاوية. كما أن مستقلبات هيدروكسيلامين ونيتروزو هي أيضا سامة لخلايا نخاع العظام ويمكن أن تسبب ندرة المحببات. وتتكون هذه المستقلبات بسبب تفعيل الكريات البيضاء متعددة أشكال النواة. تفرز هذه الكريات البيض ميلوبيروكسيداز وبيروكسيد الهيدروجين، مما يؤكسد الأمين العطري الأساسي من بروكاييناميد لتشكيل هيدروكسيلامين بروكاييناميد. كما يطلق على إفراز بيروكسيد الهيدروجين «انفجار الجهاز التنفسي»، والذي يحدث لبروكاييناميد في الخلايا الوحيدة ولكن ليس في الخلايا اللمفاوية. كما يمكن تشكيل المستقلبات عن طريق تفعيل الخلايا المتعادلة. ويمكن أن ترتبط هذه المستقلبات بعد ذلك بأغشية الخلايا الخاصة بهم وتسبب إطلاق الأجسام المضادة الذاتية التي من شأنها أن تتفاعل مع الخلايا المتعادلة. وتزداد السمية الخلوية لهيدروكسيلامين بروكايناميد عن طريق إعاقة استجابة الخلايا اللمفاوية للخلايا التائية وخلايا B. كما يستطيع هيدروكسيلامين أن يولد ميتهيموغلوبين، وهو البروتين الذي يمكن أن يعيق المزيد من تبادل الأكسجين.
كما تم الكشف عن أن دواء بروكاييناميد المضاد لاضطراب النظم يتداخل مع الناظمة القلبية الاصطناعية. وبسبب أن المستوى السام من بروكاييناميد يؤدي إلى انخفاض في سرعة التوصيل البطيني وزيادة فترة التمنع البطيني. وهذا يؤدي إلى اضطراب في كهربية الغشاء الاصطناعية، مما يؤدي إلى تسرع القلب فوق البطيني الذي يؤدي إلى فشل الناظمة القلبية الاصطناعية والموت. وبالتالي، فإنه يطيل الفاصل الزمني QT من الجهد الكهربي ويزيد من خطر تورساد دي بوانت.
يمكن للبروكيناميد أن يسبب قلة الكريات البيض و/ أو ندرة المحببات، والتي هي اضطرابات دموية خطيرة، ومن المعروف أيضا أنه يسبب اضطراب الجهاز الهضمي وتفاقم التشوهات الموجودة من قبل في بدء النبضات وانتشارها.

## علم العقاقير

### آلية العمل
يعمل بروكاييناميد كمضاد لاضطراب النظم القلبي، ويستخدم لعلاج عدم انتظام ضربات القلب، حيث يعمل على الإحصار السريع لقنوات الصوديوم المنشَطة بواسطة باتراكوتوكسين في عضلة القلب. يعتمد الإحصار على الجهد ويمكن أن يحدث من كلا الجانبين إما من داخل أو خارج الخلية. الإحصار من الجانب الخارجي للخلية أضعف من الجانب الداخلي؛ لأنه يحدث عن طريق مسار كاره للماء. يوجد بروكاييناميد في شكل مشحون وربما يتطلب وصول مباشر إلى موقع الربط لإحصار القناة. وعلاوة على ذلك، يظهر إحصار القناة حساسية جهد منخفضة، والتي قد تنتج عن فقدان معدل الإحصار للاعتماد على الجهد. وللبروكاييناميد تأثير من الجانب الداخلى للخلية بسبب تكوينه المشحون والكاره للماء، حيث يسبب إحصار قنوات تفتح اعتمادا على الجهد.
ع زيادة تركيز بروكاييناميد، تصبح وتيرة الإحصار المطول أقل دون أن تتأثر مدة الإحصار. ويتم تحديد معدل سرعة الإحصار عن طريق الاستقطاب الغشائي، حيث يؤدي إزالة الاستقطاب الغشائي إلى زيادة الإحصار وتقليل إلغاء فك القنوات. يبطئ بروكاييناميد سرعة التوصيل ويزيد من فترة التمنع، بحيث يتم تقليل معدل الاستقطاب الأقصى.

### التمثيل الغذائي
يتم استقلاب بروكاييناميد عبر مسارات مختلفة. والمسار الأكثر شيوعا هو أستلة البروكاييناميد إلى ن-أسيتيل بروكييناميد الأقل سميّة. ويتم تحديد معدل الأستلة وراثيا. وهناك نوعان من الظواهر التي تنتج عن عملية الأستلة، وهي الأستلة البطيئة والأستلة السريعة. ويمكن أيضا أن يتأكسد بروكاييناميد بواسطة السيتوكروم بي450 إلى مستقلب متأكسد نشط. ولكن يبدو أن استقلاب مجموعة النيتروجين من البروكاييناميد يقلل من كمية المادة الكيميائية التي ستكون متاحة للطريق التأكسدي.
وتشمل المستقلبات الأخرى للبروكاييناميد ديسيثيل-ن-أسيتيل بروكاييناميد، وديسيثيل بروكاييناميد، وحمض بي- أمينوبنزويك، والتي تخرج عن طريق البول. كما أن ن-أسيتيل-4- حمض أمينوبنزواك ون-أسيتيل-3-هدروكسيبروكاييناميد، ون-أسيتيل بروكاييناميد-ن- أكسيد ون- أسيتيل -4- حمض أمينوهيبوريك هي أيضا من مستقلبات بروكاييناميد.

## كيمياء
4-أمينو-ن-2- (ثنائي إيثيل امينو) إيثيل-بنزاميد (والمعروف أيضا باسم بارا-أمينو-ن-2- (ثنائي إيثيل امينو) إيثيل-بنزاميد؛ لأن المستحضر الأميني مرتبط بالموقع شبه المستقر «أنماط استبدال أرين في حلقة البنزين») هو مركب عضوي اصطناعي وصيغته الكيميائية هي C13-H21-N3-O.
البروكاييناميد مشابه هيكليا للبروكائين، ولكن يحتوي بروكاييناميد على مجموعة أميد بدلا من مجموعة استر. هذا الاستبدال هو السبب في أن بروكاييناميد ييبقى وقتا أطول من نصف عمر البروكائين.
وينتمي بروكاييناميد إلى الأمينوبنزاميدات. وهي مشتقات الحمض الكربوكسيلي العطري التي تتكون من أميد مع شاردة بينزاميد وثلاثي إيثيل أمين متصل بأميد النيتروجين.

## تاريخ
تمت الموافقة على بروكاييناميد من قِبل إدارة الأغذية والعقاقير الأمريكية في 2 يونيو 1950، تحت اسم العلامة التجارية «برونستيل». وأطلقها بريستول مايرز سكويب في عام 1951.
وبسبب خسارة إندونيسيا في الحرب العالمية الثانية، تم تقليل مصدر كينا الشبه قلوي، وهو المركب الأولي للكوينيدين. وأدى ذلك إلى البحث عن دواء جديد مضاد لاضطراب نظم القلب. ونتيجة لذلك، تم اكتشاف البروكائين، الذي له تأثيرات قلبية مماثلة للكوينيدين. وفي عام 1936، وجد موتز أنه من خلال تطبيقه مباشرة على عضلة القلب، ترتفع عتبة البطين للتحفيز الكهربائي. وهذه الآلية هي المسؤولة عن التأثير المضاد لاضطراب النظم القلبي. ومع ذلك، نظرا لقصر مدة عمله الناجمة عن التحلل الأنزيمي السريع، فإن استخداماته العلاجية محدودة. وبالإضافة إلى ذلك، يسبب البروكائين أيضا الهزات واكتئاب الجهاز التنفسي. وحفزت كل هذه الخواص السلبية البحث عن بديل للبروكائين. وقد أجريت دراسات على مختلف المتجانسات والمستقلبات، وهذا أدى في نهاية المطاف إلى اكتشاف بروكاييناميد من قِبل مارك وآخرون. ووُجد أن البروكاييناميد فعال لعلاج اضطراب نظم القلب البطيني، ولكن كان له نفس سميّة الكوينيدين، ويمكن أن يسبب متلازمة شبيهة بالذئبة الحمامية الشاملة. وأبطأت هذه الخصائص السلبية من البحث عن مضادات النظم الجديدة المستندة إلى التركيب الكيميائي للبروكاييناميد. وفي عام 1970، تم الإعلان عن خمسة أدوية فقط. وهي غليكوزيد قلبي، وكوينيدين، وبروبرانولول، وليدوكائين، وثنائي فنيل هيدانتوين. وفي كانون الثاني/ يناير 1996، وافقت إدارة الأغذية والعقاقير على الإطلاق الموسع لهيدروكلوريد بروكاييناميد (أقراص بروسانبيد الممتدة الإفراز).

## روابط خارجية
- PubPK - Procainamide